# Amir Sarkhosh
Amir Sarkhosh (né le 30 mai 1991 à Karaj) est un joueur de snooker iranien.

## Carrière
Sa carrière est principalement marquée par une place de finaliste au championnat du monde amateur 2017, battu 8 manches à 2 par l'Indien Pankaj Advani, et une victoire au championnat d'Asie 2018 aux dépens de son compatriote Ali Ghareghouzlo 6 à 1. Sarkhosh participe en 2019 au circuit du challenge, une série de tournois amateurs. Son meilleur résultat est une demi-finale lors de la seconde épreuve à Newbury en Angleterre. Il s'incline 3 manches à 0 contre Jake Nicholson.
En 2024, il remporte deux épreuves du Q Tour au Moyen-Orient, ce qui lui permet de partciper aux plays-offs en Bosnie Herzégovine. Sarkhosh y réalise trois centuries et obtient sa carte de deux ans sur le circuit professionnel après avoir battu Harvey Chandler (5-4), Steven Hallworth (6-2) et Iulian Boiko (10-8).

## Palmarès
| Légende | Catégorie                      | Titres                         | Finales                        |
|         | Tournois classés               | 0                              | 0                              |
|         | Tournois non classés           | 0                              | 0                              |
|         | Tournois alternatifs           | 0                              | 1                              |
|         | Circuit du challenge           | 3                              | 0                              |
|         | Tournois amateurs              | 2                              | 4                              |
| Gras    | Tournois de la triple couronne | Tournois de la triple couronne | Tournois de la triple couronne |

### Titres
| Saison | Nom du tournoi                  | Lieu      | Finaliste             | Score | Tableau |
| 2018   | Championnat d'Asie amateur      | Tabriz    | Ali Ghareghouzlo      | 6-1   |         |
| 2022   | Championnat d'Asie amateur (2)  | Doha      | Ishpreet Singh Chadha | 5-0   |         |
| 2024   | Q Tour Moyen-Orient (épreuve 1) | Abu Dhabi | Habib Humood          | 4-0   |         |
| 2024   | Q Tour Moyen-Orient (épreuve 2) | Abu Dhabi | Mohamed Shehab        | 4-3   |         |
| 2024   | Q Tour Play-offs                | Sarajevo  | Iulian Boiko          | 10-8  |         |

### Finales
| Saison    | Nom du tournoi                                 | Lieu    | Vainqueur     | Score | Tableau |
| 2013-2014 | Jeux asiatiques en salle (à six billes rouges) | Incheon | Xiao Guodong  | 4-5   |         |
| 2017      | Championnat du monde amateur                   | Doha    | Pankaj Advani | 2-8   |         |
| 2021      | Championnat du monde amateur (2)               | Doha    | Ahsan Ramzan  | 5-6   |         |
| 2021      | Championnat d'Asie amateur                     | Doha    | Pankaj Advani | 3-6   |         |
| 2022      | Championnat du monde amateur (3)               | Antalya | Lim Kok Leong | 0-5   |         |